# Kurt-Tucholsky-Stiftung
Die Kurt Tucholsky-Stiftung (Hamburg) wurde von Kurt Tucholskys zweiter Frau und Alleinerbin Mary Gerold-Tucholsky und Fritz J. Raddatz ins Leben gerufen. Bis Ende 2005 besaß die Stiftung die Urheberrechte am Werk Tucholskys und erhielt dementsprechend die Einnahmen aus der Werkverwertung. In der Vergangenheit förderte sie Projekte zur Verbreitung des Werkes von Tucholsky, vergab Stipendien an junge Wissenschaftler und beteiligte sich bis 2003 an der Finanzierung des Kurt-Tucholsky-Preises für literarische Publizistik.
Nach dem Wegfall des Urheberschutzes am Werk Tucholskys vergibt die Stiftung weiterhin Stipendien in enger Zusammenarbeit mit der Deutschen Schillergesellschaft e.V. bzw. dem Deutschen Literaturarchiv in Marbach am Neckar, an das ausschließlich alle Anträge und Bewerbungen zu richten sind.